# Juan Ruiz Anchía
 Juan Ruiz Anchía  (* 12. Juni 1949 in Bilbao) ist ein spanischer Kameramann.

## Leben
Nach seiner Ausbildung zum Kameramann in Madrid und ersten Arbeiten als Chefkameramann vertiefte Ruiz Anchía seine Kenntnisse in den USA und ist seit 1982 für den amerikanischen Film tätig. Ohne sich auf ein bestimmtes Genre festzulegen, gelang es Ruiz Anchía, wie in einer Kritik für I come with the rain formuliert, „atemberaubend fotografierte“ Bildkompositionen zu gestalten.

## Filmografie (Auswahl)
- 1978: Reborn (Renarcir)
- 1982: Liebe Valentina (Valentina)
- 1984: Maria’s Lovers
- 1984: Single sucht Single (Single Bars, Single Women)
- 1985: Auf kurze Distanz (At Close Range)
- 1985: George Stevens – A Filmmaker’s Journey
- 1985: In der Mittagsglut (Noon Wine)
- 1986: Die Legende vom schwarzen Fluß (Where the River Runs Black)
- 1986: Lose Control
- 1986: Stephen King’s Nightmare Collection
- 1987: Das siebte Zeichen (The Seventh Sign)
- 1987: Haus der Spiele (House of Games)
- 1987: In & Out
- 1987: Nicht jetzt, Liebling (Surrender)
- 1988: Things Change – Mehr Glück als Verstand (Things Change)
- 1989: Nackter Tango (Naked Tango)
- 1989: Road Home
- 1990: Blue Heat – Einsame Zeit für Helden (The Last of the Finest)
- 1990: Todestraum – Der letzte Zeuge schweigt (Liebestraum)
- 1991: Glengarry Glen Ross
- 1991: Entscheidung aus Liebe – Die Geschichte von Hilary und Victor (Dying young)
- 1993: Mr. Jones
- 1993: Die Spur des Windes – Das letzte große Abenteuer (A Far Off Place)
- 1994: Das Dschungelbuch (The Jungle Book)
- 1995: 25 Cents (Two Bits)
- 1996: Die Legende von Pinocchio (The adventures of Pinocchio)
- 1996: Lorca – Mord an der Freiheit (Muerte en Granada)
- 1999: Corruptor – Im Zeichen der Korruption (The Corruptor)
- 2000: Second Chance – Alles wird gut (The Crew)
- 2001: New Port South – Die Stunde der Rebellion (New Port South)
- 2001: Focus
- 2002: No Good Deed
- 2003: Confidence
- 2004: Spartan
- 2008: I Come With the Rain
- 2008: Sleepwalking
- 2010: Bunraku
- 2011: Blackthorn